# Elizejska palača
Elizejska palača (fr. Palais de l'Élysée) službena je rezidencija i ured predsjednika Francuske Republike. Nalazi se u Parizu, u 8. pariškom arondismanu, Rue du Faubourg Saint-Honoré broj 55, u blizini Elizejskih poljana.
Palaču je u klasicističkom stilu projektirao arhitekt Armand-Claude Mollet. Građena je u razdoblju od 1718. do 1722. godine.

## Vanjske poveznice
|  | Zajednički poslužitelj ima još gradiva o temi Elizejska palača |

- Povijest Elizejske palače  Arhivirana inačica izvorne stranice od 21. lipnja 2008. (Wayback Machine) (en)